# Passions a Kènia
Passions a Kènia (títol original: White Mischief) és una pel·lícula estatunidenco-britànica dirigida per Michael Radford, estrenada l'any 1987.
Ha estat doblada al català.

## Argument
El 1940, la jove Lady Diana Broughton i el seu espòs (trenta anys més gran que ella), Sir Henry 'Jock' Broughton, s'estableixen a Kenya, preocupant-se poc — com tota la petita comunitat britànica amb què s'ajunten — de la guerra en curs. La vida colonial es comparteix entre 
ecos de societat, carreres de cavalls i unes intrigues sentimentals en què les dones actuen com nimfòmanes i els homes empaiten faldilles i són grans bevedors. Aleshores Diana coneix  Josslyn 'Joss' Hay, comte d'Erroll, un dels membres d'aquesta comunitat, i esdevé la seva amant... pensant poder comptar amb la indulgència i la comprensió del seu vell espòs. El seu error de càlcul la portarà al drama.

## Repartiment
- Greta Scacchi : Lady Diana Broughton
- Charles Dance : Josslyn 'Joss' Victor Hay, comte de Erroll
- Joss Ackland : Sir Henry John 'Jock' Delves Broughton
- Sarah Miles : Alice de Janzé
- Geraldine Chaplin : Nina Soames
- Ray McAnally : Morris
- Murray Head : Lizzie
- John Hurt : Gilbert Colvile
- Trevor Howard : Jack Soames
- Susan Fleetwood : Lady Gwladys Delamer
- Catherine Neilson : Lady June Carberry
- Hugh Grant : Hugh Cholmondeley
- Alan Dobie : Sir Walter Harragin
- Gregor Fisher : McPherson

## Nominacions
1988
- BAFTA al millor actor secundari (Joss Ackland)
- BAFTA al millor vestuari